# Esteban Roqué Segovia
Pour les articles homonymes, voir Segovia (homonymie).

a Compétitions nationales et continentales officielles uniquement.

b Matchs officiels uniquement.
Dernière mise à jour le 19 novembre 2024.
Esteban Roqué Segovia, né le 16 mai 1974 à Córdoba (Argentine), est un joueur international espagnol de rugby à XV. Il joue au poste de demi d'ouverture. 
Il a participé aux qualifications pour la Coupe du monde de rugby à XV 2007.

## Biographie
Il effectue son premier test match avec l'Espagne le 20 novembre 2004 à l'occasion d'un match contre l'équipe de Hongrie (victoire 63-9).

## Palmarès

### En équipe nationale
- 22 sélections avec l'Espagne
- 285 points (2 essais, 55 transformations, 54 pénalités)
- Sélections par saison : 1 en 2004, 7 en 2005, 10 en 2006, 4 en 2007